# Arki (Grèce)
Pour les articles homonymes, voir Arki.
Arki ou Arkoi (en grec moderne : Αρκοι) est une petite île dans l'archipel du Dodécanèse en Grèce. Elle appartient à la municipalité de Patmos. 
Avec une population de 44 habitants, l'île ne possède pas de véritable ville, mais la plupart des habitants vivent à proximité du port principal. La population travaille majoritairement dans les domaines de la pêche et de l'élevage de chèvres.

## Géographie
Les terres de l'île sont caractérisées par un sol sec et rocailleux. La végétation est formée de garrigue, avec des oliviers et quelques arbustes. La faune se compose principalement d'animaux d'élevage. Il est possible d'observer des hérons sur l'île. La vie marine, contrairement à d'autres îles grecques, est plutôt bien conservée et regroupe plusieurs espèces de mérous ou de nudibranches.
L'île habitée la plus proche est celle de Marathi, mais les plus proches îles ayant une population importante sont Lipsi et Patmos.

## Transport
La compagnie maritime A.N.E.Kalymnou dessert depuis Arki les îles de Kalymnos, Leros, Lipsi, Patmos, Agathonisi et Samos. 
Il existe également des ferrys occasionnels qui permettent de relier d'autres petites îles.